# Pays du Bessin au Virois
Le Pays du Bessin au Virois est une association loi 1901, un groupe d'action locale et anciennement un Pays (aménagement du territoire) français, située dans le département du Calvados et la région Normandie.

## Description
Le pays est composé de cinq communautés de communes :
- Communauté de communes Pré-Bocage Intercom
- Communauté de communes de Bayeux Intercom
- Communauté de communes Intercom de la Vire au Noireau
- Communauté de communes Seulles Terre et Mer
- Communauté de communes Isigny-Omaha Intercom

## Sources
1. ↑  Du Pays du Bessin au Virois : 1,8 M€ de fonds LEADER pour soutenir le développement rural jusqu’en 2027 - Calvados

- [image] Conseil régional de Basse-Normandie, « Le maillage du territoire en Basse-Normandie », 1er janvier 2008 (consulté le 21 septembre 2008)

## Voir également
- Pays du Bessin